# Parbold
Parbold est une ville anglaise située dans le comté du Lancashire et le district du West Lancashire. En 2001, sa population était de 2 700 habitants.

## Personnalités liées
- Dora Bryan (1923-2014), actrice britannique
- Hugh Wood (1932-2021), compositeur britannique

## Source de la traduction
- (en) Cet article est partiellement ou en totalité issu de l’article de Wikipédia en anglais intitulé « Parbold » (voir la liste des auteurs).